# 漆間民夫
漆間 民夫（うるま たみお、1863年7月31日（文久3年6月16日）- 1926年（大正15年）7月26日）は、明治から大正期の酒造家、実業家、政治家。衆議院議員。幼名・守太郎。号・履堂、千畝。生地銀行創立者。

## 経歴
越中国新川郡生地村（石川県新川郡生地村、下新川郡生地村、富山県下新川郡生地村、生地町を経て現黒部市生地）で、素封家、酒造業・漆間次郎右衛門の長男として生まれた。1877年（明治10年）岡田呉陽の塾に入門。1883年（明治16年）上京して明治義塾で学び馬場辰猪から薫陶を受けた。
島田孝之、田村惟昌らと自由民権運動に尽力。富山県奨学委員、生地村外4ケ村奨学委員、富山県免囚保護会評議員を務めた。1889年（明治22年）『中越新聞』の譲渡を受け田村惟昌と富山日報社を設立した（現北日本新聞）。
1894年（明治27年）9月、第4回衆議院議員総選挙（富山県第2区、無所属）で当選し、衆議院議員に1期在任した。立憲改進党幹事を務め、その後、進歩党に所属した。
1900年（明治33年）生地尋常高等小学校に奨学金本金千円を寄付した。同年、生地銀行を設立して取締役頭取に就任（当行は1919年に高岡銀行に吸収後、北陸銀行になった）。また地元漁業者の安全のため生地鼻灯台建設に多額の寄付を行った。
1908年（明治41年）静岡県駿東郡楊原村（現沼津市）に移住。同村会議員、静岡県社会事業協会理事などを務めた。

## 家族
- 父・漆間治郞右衛門 - 石川県生地村の素封家、酒造業[7]
- 母・つね - 愛本銀行社長・野崎吉郎の妹[8]。愛本銀行も北陸銀行の前身のひとつ[9]
- 長男・博（1883年生） - 岳父に松島剛[7]
- 長女・九梅（1889年生） - 鳥潟右一の妻[7]
- 二女・つぎ（1896年生） - 東京帝国大学農科大学卒の農学士・菅野新八に嫁いだが、結婚直後に夫が病死し、夫の親友だった農商務官僚の山田憲(1890－1921)の妻となった。山田は旧制長岡中学、旧制四高、 東京帝大農科を出て農商務省入りしたエリート技師だったが、のちに鈴弁殺し事件の主犯となり死刑に処せられた。[10][11][12][13]
- 三女・たづ（1899年生） - 丹羽保次郎の妻[14]

## 著作
- 『履堂遺稿』漆間唯一、1930年。